# Francisco Javier Sáenz de Oiza
Francisco Javier Sáenz de Oiza (Cáseda, Navarra, 12 d'octubre de 1918 - Madrid, 18 de juliol de 2000) fou un arquitecte navarrès.

## Biografia

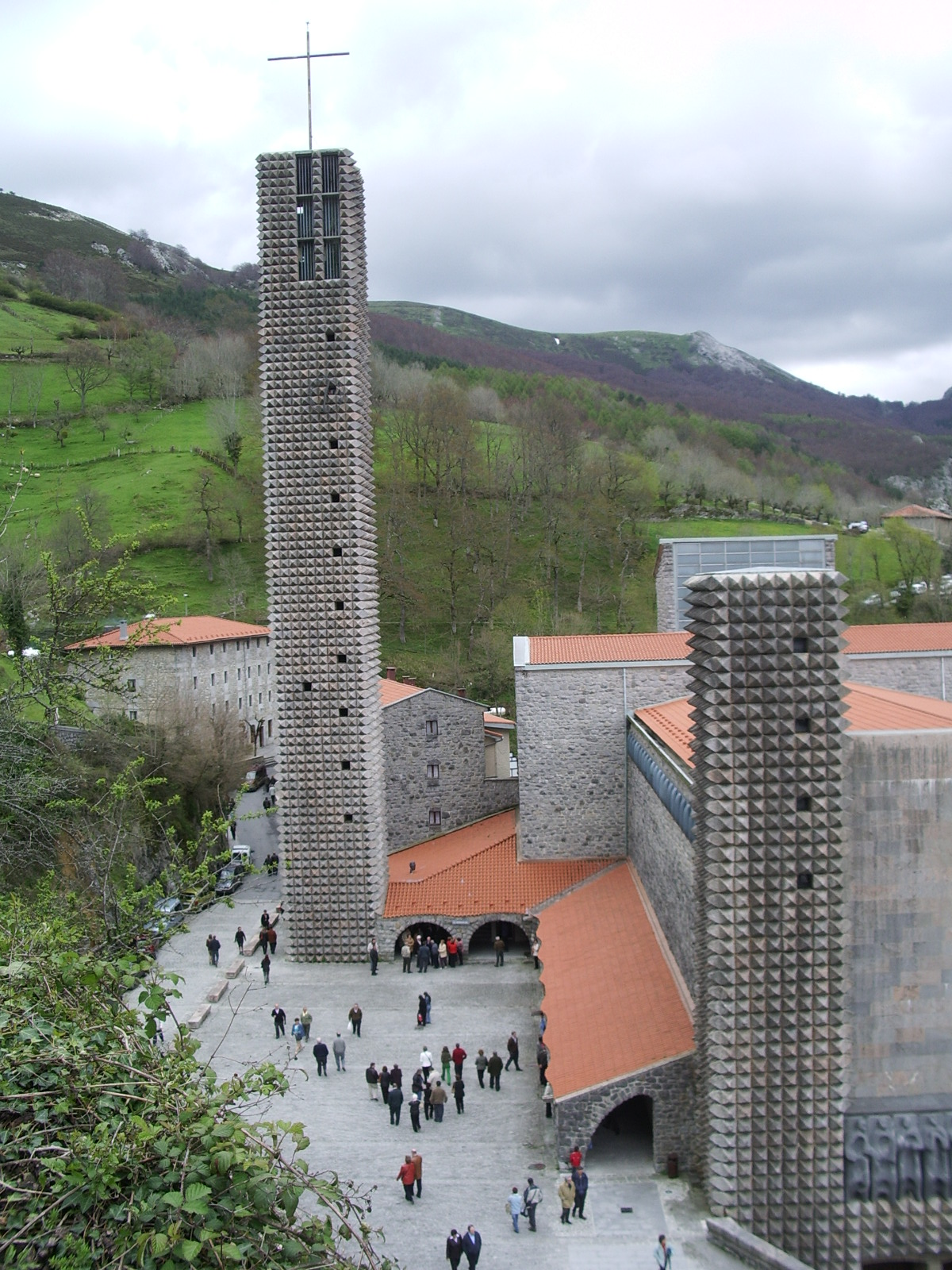
Santuari d'Arantzazu

Nascut el 12 d'octubre de 1918 a la població navarresa de Cáseda, s'educà entre les ciutats de Sevilla i Madrid, on es llicencia a l'Escola Superior d'Arquitectura el 1946. L'any següent viatjà fins als Estats Units per ampliar els seus estudis gràcies a una beca de l'Acadèmia de Belles Arts.
El 1949 retorna a Espanya i esdevé professor d'higiene a l'Escola d'Arquitectura de Madrid fins al 1952, i passa a ser professor de construcció de la mateixa escola. El 1968 esdevé catedràtic d'aquesta assignatura i entre 1981 i 1983 és director de l'escola. El 1993 va obtenir el Premi Príncep d'Astúries de les Arts.
Fou guardonat amb el Premi Nacional d'Arquitectura d'Espanya l'any 1946 per la seva proposta d'ordenació de la plaza del Azoguejo a Segòvia, juntament amb Luis Laorga; i l'any 1954 pel seu projecte de capella al camí de Sant Jaume. El 1994 fou guardonat amb el Premi Príncep d'Astúries de les Arts, en reconeixement d'una llarga trajectòria com a arquitecte sense subjectar-se a més codis que els de la seva pròpia creativitat. Li fou concedida la Medalla d'Or de l'Arquitectura atorgada pel Consell Superior del Col·legis d'Arquitectes d'Espanya l'any 1989.
Sáenz de Oiza morí a Madrid el 18 de juliol de l'any 2000.

## Obres
Considerat un dels mestres de l'arquitectura moderna espanyola, entre les seves obres destaquen:
- El Santuari d'Arantzazu (1950-1954), situat a Oñati (Guipúscoa), edifici religiós en el qual usà formigó, pedra i acer.
- Edifici de viviendes al carrer Fernando el Católico, Madrid, 1949.
- Proposta de capella al Camí de Sant Jaume, 1954.
- Fuencarral-A. Madrid, 1955.
- Entrevías, Madrid, 1956.
- L'edifici Torres Blancas de Madrid (1961-1968), Premi a l'Excel·lència Europea de 1974.[1]
- Apartaments Ciutat Blanca a Alcúdia, 1963.[1]
- Reforma de La Casa de Colonya, segona residència de Sàenz de Oiza a Pollença, Mallorca 1965.
- Ampliació de la Casa Huarte a Formentor, Pollença, 1969.
- La Torre del Banc de Bilbao (1971-1978), situat al complex financer i comercial AZCA de Madrid, una torre d'acer i vidre.[1]
- La casa Arturo Echevarría, Madrid, 1972.
- Reforma de La Casa de les Rotes, segona residència de Sáenz de Oiza a Pollença, Mallorca 1985.
- Museu d'Art Contemporani de Las Palmas, 1985[1]
- La "villa Fabriciano", 1987.
- Viviendes a la M-30, Madrid, 1986-1989.
- Els pavellons de l'Ifema (recinto ferial Juan Carlos I), Madrid, 1987.
- Alternativa concurs estadi d'Anoeta, Sant Sebastià, 1989.
- Universitat Pública de Navarra, Pamplona, 1989-1993.
- Concurs d'idees del Palau de Congressos de Marbella, 1990.
- Ordenació de la plaça de Sant Francesc, Palma, 1991.
- Pavelló poliesportiu cobert, Plasència, 1991.
- Palau de Festivals, Santander, 1991.[1]
- Segona solució per al Palau de Congressos de Marbella, 1992.
- Concurs Palau de la Música i Congressos de Bilbao, 1992.
- Edificis d'oficines a l'avinguda Pío XII, Madrid, 1993.
- Fundació-museu Jorge Oteiza, obra pòstuma, Alzuza, Navarra, 2003.